# Zajednički poslužitelj
Zajednički poslužitelj (na engleskom Wikimedia Commons, poznat i kao Commons) skladište je fotografija, zvukova, kratkog videa, crteža i drugih multimedijalnih sadržaja koji nisu označeni copyrightom (što znači da imaju slobodnu upotrebu). Zajednički poslužitelj je jedan od projekata Zaklade Wikimedija, pa je on i zajedničko skladište za sve Wikipedije pa čak i njezine sestrinske projekte. Sadržaji sa Zajedničkog poslužitelja označeni su bilo kojom licencijom za slobodno korištenje (GNU, Creative Commons ili javno vlasništvo), a mogu biti s nekog Wikimedijinog projekta, s internetske stranice (gdje sadržaji nisu zaštićeni autorskim pravom) itd.
Zajednički je poslužitelj osmislio Erik Möler iz Zaklade Wikimedija u ožujku 2004., projekt je pokrenut 7. listopada, a logotip je osmišljen u studenom iste godine. Od 2006. godine, Zajednički poslužitelj ne dopušta postavljanje sadržaja koji imaju bilo kakvu copyright oznaku pa zato i nemaju slobodno korištenje. Takvi se sadržaji u pravilu brišu s poslužitelja.

## Vanjske poveznice
- Wikimedija Zajednički poslužitelj